# Вудбриџ (Калифорнија)
Вудбриџ (енгл. Woodbridge) насељено је место без административног статуса у америчкој савезној држави Калифорнија.

## Демографија
По попису из 2010. године број становника је 3.984.
| Група             | 2000.    | 2010.         |
| Белци             | 0 (0,0%) | 2.461 (61,8%) |
| Афроамериканци    | 0 (0,0%) | 15 (0,4%)     |
| Азијати           | 0 (0,0%) | 201 (5,0%)    |
| Хиспаноамериканци | 0 (0,0%) | 1.234 (31,0%) |
| Укупно            | 0        | 3.984         |